# Ramirent
Ramirent är ett finskt företag som bedriver uthyrning av maskiner och utrustning till såväl byggindustri som övrig industri samt offentlig sektor och privatpersoner. Katalogen innefattar produkter som t.ex. grävmaskiner, personalvagnar och skyddshjälmar. Företaget erbjuder även tjänster som behovsanalys & planering, konstruktionsberäkningar, besiktningsprotokoll och olika utbildningar.

## Historia
Företaget startade sent på 1950-talet i Finland och etablerade sig på den svenska marknaden år 2000. Idag är Ramirent är ett av de största maskinuthyrningsbolagen i Europa då de är verksamma i 9 länder och bedriver över 300 kundcenter.